# Verstijfde staafboogbrug

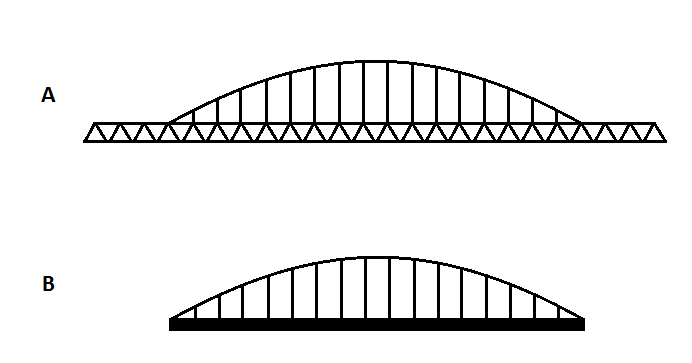
Type A heeft een vakwerk als verstijvingsligger, type B heeft een buigligger als verstijvingsligger

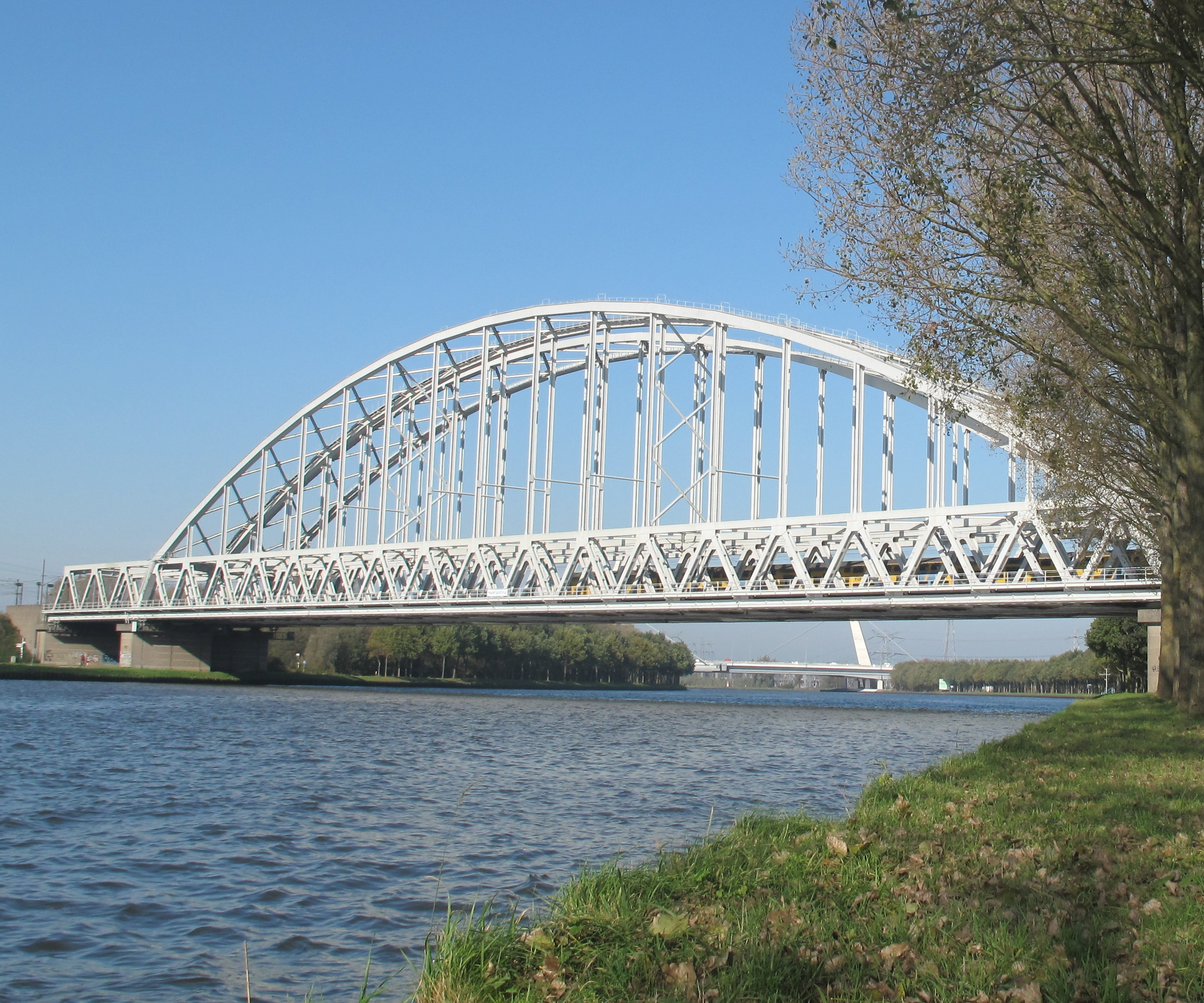
Muiderspoorbrug over het Amsterdam-Rijnkanaal, gebouwd in 1972

Een verstijfde staafboogbrug (ook wel Langerse brug) is een type boogbrug dat is opgebouwd uit een verstijvingsligger, bijvoorbeeld een vakwerkbrug, welke versterkt wordt door een boog.
De ligger wordt niet alleen op trek maar ook op buiging belast. Tevens neemt de ligger de spatkrachten van de ondersteunende boog op. De boog wordt voornamelijk op druk belast en weinig op buiging, waardoor deze slank kan worden uitgevoerd.
Enkele voorbeelden van dit type brug gebouwd in de jaren 70 zijn de volgende spoorbruggen:
- Muiderspoorbrug bij Weesp;
- Schalkwijkse spoorbrug bij Schalkwijk;
- Demka-spoorbrug bij Utrecht.